# Dolbina tancrei
Dolbina tancrei är en fjärilsart som beskrevs av Otto Staudinger 1887. Dolbina tancrei ingår i släktet Dolbina och familjen svärmare. Inga underarter finns listade i Catalogue of Life.